# Braunsapis boharti
Braunsapis boharti là một loài Hymenoptera trong họ Apidae. Loài này được Krombein mô tả khoa học năm 1951.